# كالاباهي
كالاباهي هي بلدة في جزيرة ألور وهي عاصمة ألور ريجنسي في مقاطعة نوسا تينجارا الشرقية في إندونيسيا. تمتلك البلدة بوسكسماس الوحيدة المتاحة في المنطقة، وهي في غرب كالاباهي.
كالاباهي تغطي 4 قرى من مقاطعة تيلوك موتيارا.

## وسائل النقل
يخدم البلدة مطار جزيرة ألور.

## زلازل كالاباهي
في عام 1991 ضرب البلدة مجموعة من الزلزال في البحر المتاخم لتيمور، مما أسفر عن مقتل ثلاثة وعشرين شخصاً وإصابة 181 آخرين. كانت كالاباهي مركز الزلزال، وكان المركز على بعد 2000 كيلومتر (1،243 ميل) شرق جاكرتا عاصمة إندونيسيا. وذلك بعمق محسوب بلغ حده 33.3 كيلومتر (21 ميل)، وذلك بعمق محسوب بلغ حده 33.3 كيلومتر (21 ميل)، كان الزلزال في المحيط بين جزر تيمور وألور.